# Яковлєв Михайло Миколайович
Миха́йло Микола́йович Я́ковлєв (рос. Михаил Николаевич Яковлев, псевдонім — Косин) (* 14 грудня 1880, Пенза — † 15 травня 1942, Тбілісі) — російський маляр, графік і театральний декоратор.

## З життєпису
Народився у Пензі, там здобув і мистецьку освіту, згодом у приватній школі Іллі Рєпіна в Петербурзі.
У 1904–1906 роках працював у Києві, зокрема як карикатурист у журналі «Шершень»: «Село прокидається», «Друкарня чорної сотні», «Весна-красна», «Наша дума, наша пісня …» (усі 1906).
Далі працював у російських сатиричних журналах, у театрі сатири «Кривое зеркало» (1910) і сценографом Великого театру в Москві (з 1911).
Залишив твори станкового малярства та книжкової графіки.